# Scotland the Brave
Scotland the Brave (in schottischem Gälisch Alba an Aigh) ist neben Flower of Scotland und Scots Wha Hae eine der drei inoffiziellen Nationalhymnen Schottlands.
Sie wurde als schottische Nationalhymne bei Fußball-Weltmeisterschaften und den Commonwealth Games verwendet, seit 1994 bzw. 2010 wird dort allerdings Flower of Scotland verwendet.
Des Weiteren ist sie der autorisierte Pipe-Band-Marsch der British Columbia Dragoons der kanadischen Streitkräfte und wird zum Beispiel während der Pass in Review bei Freitagsparaden an der Militärschule The Citadel gespielt. 2006 wurde es als schneller Regimentsmarsch des Royal Regiment of Scotland eingeführt.

## Text
| Original | Deutsche Übersetzung |
| --- | --- |
| Hark when the night is falling Hear! hear the pipes are calling, Loudly and proudly calling, Down thro’ the glen. There where the hills are sleeping, Now feel the blood a-leaping, High as the spirits of the old Highland men.             | Horch, wenn die Nacht hereingebrochen ist Höre! Höre die Dudelsäcke rufen, laut und voller Stolz schallend, die Täler hinunter. Dort, wo die Hügel schlafend ruh’n, Nun fühle wie das Blut gar springet, So hoch wie die Geister der alten Hochlandmänner.                                   |
| (Chorus) Towering in gallant fame, Scotland my mountain hame, High may your proud standards gloriously wave, Land of my high endeavour, Land of the shining river, Land of my heart for ever, Scotland the brave.                            | (Refrain) Hochragend in tapferem Ruhm, Schottland, Du, mein bergig’ Heim, Hoch mögen Deine stolzen Standarten ruhmreich gar weh’n, Land meines Hochgefühles, Land des glänzenden Flusses, Land meines Herzens auf immer, Schottland, Du tapferes.                                            |
| High in the misty Highlands, Out by the purple islands, Brave are the hearts that beat Beneath Scottish skies. Wild are the winds to meet you, Staunch are the friends that greet you, Kind as the love that shines from fair maiden’s eyes. | Hoch in dem nebligen Hochland, Draußen bei den violetten Inseln, Tapfer sind die Herzen welche schlagen Unter dem schottischen Himmel. Wild sind die Winde denen Du begegnest, warmherzig sind die Freunde die Dich grüßen, einladend wie die Liebe welche von einer Jungfrau Augen scheint. |
| Towering in gallant fame, Scotland my mountain hame, High may your proud standards gloriously wave, Land of my high endeavour, Land of the shining river, Land of my heart for ever, Scotland the brave.                                     | Hochragend in tapferem Ruhm, Schottland, Du, mein bergig’ Heim, Hoch mögen Deine stolzen Standarten ruhmreich gar weh’n, Land meines Hochgefühles, Land des glänzenden Flusses, Land meines Herzens auf immer, Schottland, Du tapferes.                                                      |
| Far off in sunlit places, Sad are the Scottish faces, Yearning to feel the kiss Of sweet Scottish rain. Where tropic skies are beaming, Love sets the heart a-dreaming, Longing and dreaming for the homeland again                          | Fernab an lichtdurchfluteten Orten, sind traurig der Schotten Gesichter, sich sehnend nach dem Kuss der süßen schottischen Regen. Wo tropische Himmel strahlen, wird die Liebe im Herzen entfacht, wieder sich sehnend und träumend von der Heimat.                                          |
| Towering in gallant fame, Scotland my mountain hame, High may your proud standards gloriously wave, Land of my high endeavour, Land of the shining river, Land of my heart for ever, Scotland the brave.                                     | Hochragend in tapferem Ruhm, Schottland, Du, mein bergig’ Heim, Hoch mögen Deine stolzen Standarten ruhmreich gar weh'n, Land meines Hochgefühles, Land des glänzenden Flusses, Land meines Herzens auf immer, Schottland, Du tapferes.                                                      |

## Mormonische Fassung
William W. Phelps, ein schottischer Immigrant in die USA, der sich zur Kirche Jesu Christi der Heiligen der Letzten Tage (Mormonen) bekehrt hatte, schrieb nach der Ermordung des Kirchengründers Joseph Smith zu dessen Ehren zur Melodie von Scotland the Brave einen Text mit der Anfangszeile Praise to the man who communed with Jehova („Preiset den Mann, der einst sprach mit Jehova“). Der Text nimmt auf zentrale mormonische Glaubenslehren Bezug und wird auch heute noch von Mormonen gerne gesungen. Ins Deutsche übersetzt wurde das Lied von Karl Gottfried Mäser.

## Trivia
Das Thema wurde 1977 auch als Intro für den Schlager Unter dem Schottenrock ist gar nichts (Original Doedelzakke-Pakkie) von Nico Haak verwendet, der später auch vom Orchester Udo Reichel gecovert wurde.
Im Film Der Club der toten Dichter dient die Melodie als Parademarsch zum Schuljahresbeginn.